# Бугарска на Светском првенству у атлетици у дворани 2016.
Бугарска је учествовала на 16. Светском првенству у атлетици у дворани 2016. одржаном у Портланду (САД) од 17. до 20. марта. Бугарска је учествовала на свим Светским првенствима у дворани до данас. У свом шеснаестом учествовању репрезентацију Бугарске представљала је 1 атлетичарка која се такмичила у бацању кугле.,
На овом првенству Бугарска није освојила ниједну медаљу, а остварен је најбољи лични резултат сезоне у дворани.
У табели успешности према броју и пласману такмичара који су учествовали у финалним такмичењима (првих 8 такмичара) Бугарска је са једним учесником у финалу делила 40. место са 3 бода.
| Плас. | Земља    | 1. место | 2. место | 3. место | 4. место | 5. место | 6. место | 7. место | 8. место | Бр. финал. | Бод. |
| ----- | -------- | -------- | -------- | -------- | -------- | -------- | -------- | -------- | -------- | ---------- | ---- |
| =40.  | Бугарска | 0        | 0        | 0        | 0        | 0        | 1        | 0        | 0        | 1          | 3    |

## Учесници
Жене:
- Радослава Мавродијева — Бацање кугле

## Резултати

### Жене
| Атлетичарка           | Дисциплина   | Лични рекорд | Полуфинале | Полуфинале | Финале    | Финале | Детаљи |
| Атлетичарка           | Дисциплина   | Лични рекорд | Резултат   | Место      | Резултат  | Место  | Детаљи |
| --------------------- | ------------ | ------------ | ---------- | ---------- | --------- | ------ | ------ |
| Радослава Мавродијева | Бацање кугле | 18,34        |            |            | 18,00 ЛРС | 6 / 11 |        |